# Puer maculatus
Puer maculatus är en insektsart som först beskrevs av Olivier 1790.  Puer maculatus ingår i släktet Puer och familjen fjärilsländor. Inga underarter finns listade i Catalogue of Life.